# (5798) Burnett
(5798) Burnett es un asteroide perteneciente al cinturón de asteroides, región del sistema solar que se encuentra entre las órbitas de Marte y Júpiter, descubierto el 13 de septiembre de 1980 por Schelte John Bus desde el Observatorio del Monte Palomar, Estados Unidos.

## Designación y nombre
Designado provisionalmente como 1980 RL7. Fue nombrado Burnett en homenaje a Donald Burnett, profesor en el Instituto de Tecnología de California, que se dedica a la investigación de la evolución química del sistema solar a través de estudios de nucleosíntesis y abundancias elementales. Es el investigador principal de la misión Génesis que recogerá partículas del viento solar.

## Características orbitales
Burnett está situado a una distancia media del Sol de 2,574 ua, pudiendo alejarse hasta 2,824 ua y acercarse hasta 2,324 ua. Su excentricidad es 0,097 y la inclinación orbital 8,706 grados. Emplea 1508,86 días en completar una órbita alrededor del Sol.

## Características físicas
La magnitud absoluta de Burnett es 12,5. Tiene 8,644 km de diámetro y su albedo se estima en 0,239. 